# Rita Hoyos de Rossi
Rita Hoyos de Rossi (Laborde, Córdoba, 15 de abril de 1943) es una bioquímica argentina especializada en procesos físico-químicos. Fue investigadora Superior del Conicet  y es Profesora Emérita de la Facultad de Ciencias Químicas de la Universidad Nacional de Córdoba (UNC) en el área de Bioquímica. Su investigación se centró en procesos físico-químicos: determinación de mecanismos de reacción en sistemas orgánicos, foto-química y química supramolecular, reacciones en medios organizados, síntesis y química verde. Es de destacar su actuación en tareas de extensión en temas relacionados con su disciplina: desarrollo de aditivos para lubricantes, control de calidad de solventes, entre otros . Recibió el premio Konex en 1993.

## Educación
Estudió bioquímica obteniendo la licenciatura y posteriormente el doctorado en Bioquímica bajo la supervisión de Prof. Héctor E. Bertorello por la Universidad Nacional de Córdoba (UNC). Posteriormente se trasladó a Estados  Unidos a realizar estudios de postgrado, obteniendo un Research Fellow en química en la Universidad de California en Santa Cruz, U.S.A. (1970-1972) bajo la supervisión de Prof. Joseph Bunnett y más tarde Prof. Claude Bernasconi .

## Trayectoria

### Aportes científicos
Hoyos de Rossi colaboró en más de 130 publicaciones en revistas de fisicoquímica. Además colaboró con la edición del libro Aromatic substitution by the SRNI Mechanism (1983)  del libro Química verde en Latinoamérica, green chemistry series 11 (2004) .

### Actividades de gestión
Se desempeñó en la Universidad Nacional de Córdoba como directora y consejera departamental del Departamento de Química Orgánica en varias oportunidades, también como Secretaria Académica, Vicedecana y miembro del Consejo Directivo de la Facultad de Ciencias Químicas.
Y también fue vicedirectora del Instituto de Investigaciones en Fisicoquímica de Córdoba (INFIQC). Fue presidenta (2001-2003) y vicepresidenta (1999-2001) de la Sociedad Argentina de Investigación en Química Orgánica (SAIQO) de la que es miembro desde su fundación en 1984.
Además, es miembro de la Asociación Argentina de Investigación Fisicoquímica desde 1986 y fue miembro de la American Chemical Society (1972-2002) .

## Reconocimientos y premios
- Premio a la trayectoria en Química orgánica por la Sociedad Argentina de Investigadores en Química Orgánica.
- Premio Konex 1993: Físico-química y Química Inorgánica .
- Miembro de la Asociación Argentina de Investigación Fisicoquímica desde 1986.
- Miembro de la Academia Nacional de Ciencias desde 2004 y Académica Emérita desde 2024.[5]
- Miembro de la American Chemical Society (1972-2002).